# Raśkeń Ozks

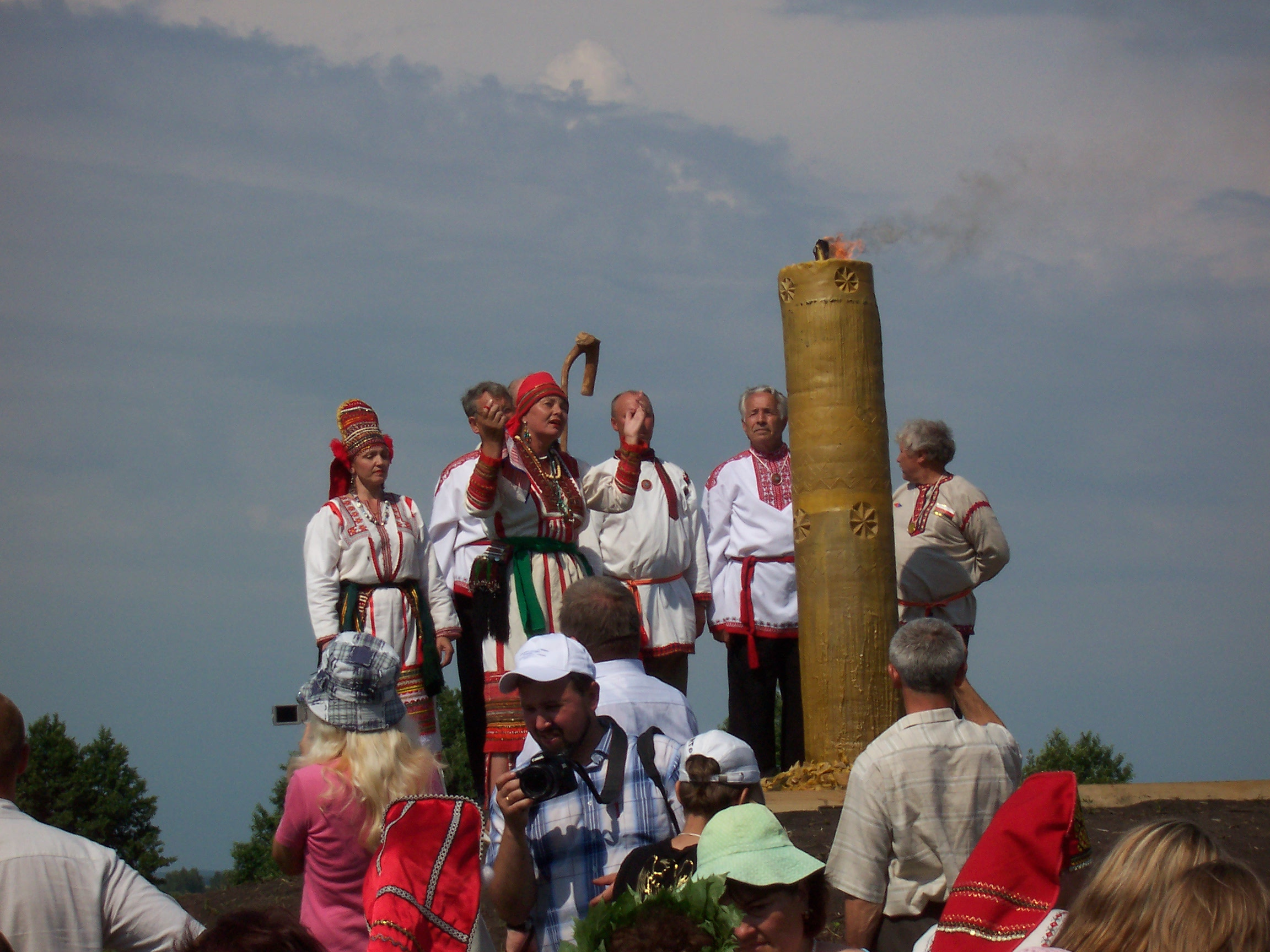
Raśkeń Ozks w 2007 roku

Raśkeń Ozks (erzja Раськень Озкс) – tradycyjne ludowe święto Erzjan.
Święto ma rodowód pogański i stanowiło obrzęd ku czci Niszkie – najważniejszego bóstwa w mitologii Erzjan. Obchodzenie święta zostało zakazane w 1629 roku dekretem cara Rosji. Pomimo zakazu Erzjanie nieoficjalnie dalej kontynuowali obchody. W 1999 roku powrócono do oficjalnego obchodzenia święta. Obchody odbywają się w pobliżu kurhanu we wsi Czukały w rejonie bolszeignatowskim w Mordowii. Święto jest obchodzone co trzy lata. Jedną z kapłanek w czasie święta była pisarka Mariz Kemal. 
Obchody święta są rozpoczynane dźwiękiem ludowych erzjańskich trąbek torama. Potem następuje uroczyste zapalenie sztatolu, zbiorowa modlitwa i tańce. 
W czasie obchodów święta w 2022 roku zabroniono wnoszenia erzjańskich flag, a wszystkie przemówienia wygłoszono w języku rosyjskim.